# Lophyroplectus chinensis
Lophyroplectus chinensis är en stekelart som beskrevs av He och Chen 1995. Lophyroplectus chinensis ingår i släktet Lophyroplectus och familjen brokparasitsteklar. Inga underarter finns listade i Catalogue of Life.